# Caloptilia tirantella
Caloptilia tirantella là một loài bướm đêm thuộc họ Gracillariidae. Loài này sinh sống ở Seychelles.